# 日下部一郎
日下部 一郎（くさかべ いちろう、1993年9月19日 - ）は、日本の俳優。本名、日下部 覚（くさかべ さとし)。エビス大黒舎・Team Ebisu所属。福岡県福岡市博多区出身。身長172cm、体重57kg。

## 出演

### 映画
- ラーメン侍（2012年4月7日、瀬木直貴監督） - 小出役
- はつ恋（2013年、鶴岡慧子監督） - 同僚役
- 西北西（2015年、中村拓郎監督） - カフェの客役
- 若者よ（2016年2月26日、鈴木太一監督） - 村上昇役[1][2]
- 東京ノワール（2018年8月4日、ヤマシタマサ監督） - 龍一役[3][4]

### テレビ
- わたしを離さないで　第3話（2016年1月29日、TBS） - クラスメイト役
- わたしのウチには、なんにもない。　第1話（2016年2月6日、NHK BSプレミアム） - ミトン役
- 人生は18歳で決まる!?（2016年2月11日、NHK） - 増田セバスチャン役
- SHIBUYA零丁目　第2・3・4話（2016年4月2日、フジテレビオンデマンド/2016年4月23日、フジテレビ） - ウエイター役

### CM
- 大阪人間科学大学「凌くん」篇 - バンドメンバー役
- 南日本酪農協同「愛のスコール」 - 同級生役
- 本田技研工業「バイクが、好きだ。」自由の翼 男友達篇[5][6]

### 舞台
- 放課後のユートピア（2016年7月27日-7月31日、劇団ナナカマド公演）[7][8][9]
- 荒地に立つ（2016年11月18日-11月20日、第2回富岡英里子プロデュース公演）[10]

### その他
- 書籍　DVD付き今日からはじめるやさしい手話（監修：全日本ろうあ連盟、出版：学研プラス） - 手話モデル[11]
- PV　「DJ FUMI☆YEAR!」 - クラブの客役